# Мухор-Кондуй
Мухо́р-Конду́й (бур. Мухар хүнды — «пустошь») — село в Читинском районе Забайкальского края России. Входит в сельское поселение «Верх-Читинское».

## География
Расположено в 6 км к югу от границы с Бурятией, на правом берегу речки Монгой, в 48 км к северу-западу от города Чита и 35 км от центра сельского поселения, села Верх-Чита, по западной стороне автодороги регионального значения Р436 Улан-Удэ — Романовка — Чита.

## Население
| 2010 | 2021 |
| ---- | ---- |
| 60   | ↘59  |